# Mikel Huerga Leache
Mikel Huerga Leache (Pamplona, 22 de desembre de 1989) és un jugador d'escacs navarrès que té el títol de Mestre Internacional des de 2008.
A la llista d'Elo de la FIDE del gener de 2022, hi tenia un Elo de 2472 punts, cosa que en feia el jugador número 34 (en actiu) de l'estat espanyol. El seu màxim Elo va ser de 2503 punts, a la llista de novembre de 2021.

## Resultats destacats en competició
Mikel Huerga va començar a jugar a escacs als 6 anys. El seu palmarès consta de dos subcampionats de Navarra (2004 i 2006), dos campionats de Navarra (2005 i 2007), subcampió del XVI Torneig Internacional Paz de Ziganda (2006), sot-campió del Magistral B del XVI Ciutat de Pamplona (2006), que li donar la seva primera norma, campió del VII Tancat Internacional (2007) a Mondariz (Pontevedra), que li va valdre la segona norma, campió Sub-18 d'Espanya (2007) Campió d'Espanya sub-18, a Granada, i tercer d'Espanya Zona Nord (2007).
El 2012 fou campió absolut d'Euskadi, i el 2014 en fou tercer per darrere de Santiago Gónzalez i Salvador Gabriel Del Río, i el 2015 subcampió a un punt del campió Santiago González. El setembre de 2015 fou tercer al Campionat d'Espanya absolut a Linares amb 7 punts de 9 partides, amb els mateixos punts que el campió Paco Vallejo però amb pitjor desempat.